# Hendrik van Thiel

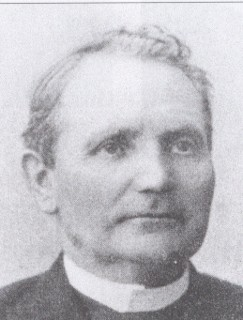
Ca. 1880

Hendrik van Thiel (Beek en Donk, 13 juni 1833 - Helmond, 5 juli 1902) was een Helmonds fabrikant en de facto de grondlegger van het Nedschroef concern.

## Genealogie[1]
Hij was een der zonen van Wilhelmus van Thiel en Gijsberdina van Duijnhoven. In 1862 trouwde hij met Joanna van Empel (1840-1902). Zij kregen elf kinderen, namelijk Willem (1864-1912), Lamberdina (Bertha) (1865-1946), Henri (1867-1922), Francisca (1869-1942), Karel (1870-1942), Gijsbertus (Gérard) (1872-1932), Josefina (1875-1941) die een zoon van margarinefabrikant François Albers huwde, Antonius (1876-1946), Anna (1878-1953), Arnoud (1881-1941) en Jozef (1885-1957).

## Loopbaan
Hendrik kwam in 1852, samen met zijn broer Martinus van Thiel, in dienst van de Beek en Donkse spijkerfabriek annex linnenweverij van beider oudere broer Piet van Thiel, waar ze vermoedelijk niet al te goed mee konden opschieten. Toen hun moeder Gijsberdina in 1871 overleed trokken Hendrik en Martinus naar Helmond, waar ze een fabriek oprichtten onder de naam Gebroeders van Thiel. In 1872 begonnen ze een handnagelsmederij en een stoomdraadnagelfabriek, alsmede een weverij voor juten zakken en grof linnen waar in 1889 in totaal bijna honderd mensen werkten.
In 1890 gingen beide broers echter uit elkaar, en Hendrik ging verder onder de naam: fa. H. van Thiel & Co. Hij kreeg de linnenweverij toebedeeld en moest contractueel 4 jaar wachten voordat hij met de productie van draadnagels mocht beginnen. Ondertussen was een nieuwe generatie Van Thiels aangetreden en de firma van H. van Thiel ging zich specialiseren in schroefbouten. In 1913 werd het bedrijf dan ook omgedoopt in NV Nederlandsche Schroefboutenfabriek, later afgekort tot Nedschroef.
1. ↑  Genealogie van de familie van Thiel. Gearchiveerd op 27 juli 2023.
2. ↑  Hun dochter Emily huwde Han Lips, zoon van Jacobus Lips, van de Lips fabrieken te Dordrecht.